# سويدان (الأفلاج)
سويدان، هي قرية من فئة (ب) تقع في محافظة الأفلاج، والتابعة لمنطقة الرياض في السعودية. وتبعد سويدان عن محافظة الأفلاج بمسافة تقارب (30) كم.